# Хайленд (округ, Шотландия)
Ха́йленд (англ. Highland, скотс Hieland, гэльск. Roinn na Gàidhealtachd) — самый большой из 32 округов Шотландии. 

## История
Округ Хайленд был образован в 1975 году. С 1975 года по 1996 год в Хайленде действовала двухуровневая система управления — наряду с областным советом существовали местные руководящие советы во всех восьми районах Хайленда (Баденох и Стратспей, Кейтнесс, Инвернесс, Лохабер, Нэрн, Росс и Кромарти, Скай и Лохалш и Сатерленд). 
В 1996 году эти местные органы самоуправления были упразднены, и их функции взял на себя новоизбранный Совет Хайленда.

## География
Округ Хайленд располагается на территории Северо-Шотландского нагорья. Граничит с округами Абердиншир, Аргайл-энд-Бьют, Морей и Перт-энд-Кинросс.

### Населенные пункты
| - Аллапул (Ullapool) - Уик (Wick) - Дингуолл (Dingwall) - Дорнох (Dornoch) - Инвергордон (Invergordon) - Гленко (Glencoe) | - Инвернесс (Inverness) - Кайл-оф-Лохалш (Kyle of Lochalsh) - Кинлохберви (Kinlochbervie) - Кромарти (Cromarty) - Мэллиг (Mallaig) | - Нэрн (Nairn) - Тейн (Tain) - Терсо (Thurso) - Фортроз (Fortrose) - Форт-Уильям (Fort William) |

|  |

## Достопримечательности
- Средневековые замки Ардврек, Аркарт, Брааль, Данвеган, Данробин, Скибо, Эйлин-Донан
- Озера Лох-Лохи, Лох-Морлих, Лох-Несс
- Залив Лох-Линне
- Поле битвы при Куллодене
- Пустошь Раннох-Мур
- Гора Бен-Невис
- Виадук Гленфиннан